# Stephanie Allain
Stephanie Allain (Nova Orleães, 30 de outubro de 1959) é uma produtora cinematográfica norte-americana. Em 2020, produziu o Oscar 2020 ao lado de Lynette Howell Taylor.